# Transmisor de Marnach
El Transmisor de Marnach (en luxemburgués: Dagsender vu Maarnech )  es un centro de difusión de RTL cerca Marnach en la comuna de Munshausen, en el norte de Luxemburgo. El transmisor Marnach fue construido en 1955 para la mejora de la transmisión de programas de habla inglesa en 1439 kHz (1440 kHz más tarde), los cuales fueron transmitidos a partir de 1951 con una antena omnidireccional de Junglinster, a las islas británicas y de una transmisión mejor en esta frecuencia a Alemania durante el día. Por lo tanto, se le dio una antena direccional con una característica direccional conmutable apuntando al norte-noreste hacia la zona del Rin-Ruhr, la zona más poblada de Alemania, y el oeste-noroeste en dirección al Reino Unido.